# Samoborsko gorje
Samoborsko gorje – pasmo górskie w Chorwacji, wschodnia część Žumberačkiego gorja.

## Opis
Jest położone na południowy zachód od miasta Samobor. Jego najwyższe wierzchołki to: Japetić (879 m), Plešivica (779 m) i Oštrc (752 m). Zbudowane jest z wapienia.
Pierwszą górską wędrówkę na Samoborsko gorje odnotowano w 1875 roku. Współcześnie funkcjonują na nim następujące schroniska turystyczne: Dr. Maks Plotnikov, Ivica Sudnik na Velikom dolu, Oštrc, Šoićeva kuća, Sveti Bernard i Žitnica.